# 26739 Hemaeberhart
26739 Hemaeberhart este un asteroid din centura principală de asteroizi.

## Descriere
26739 Hemaeberhart este un asteroid din centura principală de asteroizi. A fost descoperit pe 23 aprilie 2001 la Socorro, New Mexico, în cadrul proiectului LINEAR. Asteroidul prezintă o orbită caracterizată de o semiaxă mare de 2,24 ua, o excentricitate de 0,17 și o înclinație de 2,7° în raport cu ecliptica.